# Wallows
Wallows là ban nhạc pop rock Hoa Kỳ tại Los Angeles, bao gồm Braeden Lemasters, Dylan Minnette, và Cole Preston. Ban nhạc bắt đầu ra mắt bài hát độc lập từ tháng 4 năm 2017 với "Pleaser", đứng thứ hai trên bảng xếp haạng Viral 50 toàn cầu của Spotify. Năm 2018, họ ký hợp đồng với Atlantic Records và phát hành đĩa mở rộng đầu tiên. Album phòng thu đầu tiên của nhóm, Nothing Happens, ra mắt năm 2019 và bao gồm đĩa đơn "Are You Bored Yet?".

## Thành viên
- Dylan Minnette – hát, guitar rhythm, keyboard, guitar bass (2017–nay)
- Braeden Lemasters – hát, guitar lead, guitar bass (2017–nay)
- Cole Preston – trống, guitar, keyboard, piano, hát nền (2017–nay)

## Danh sách đĩa nhạc

### Album
| Title           | Details                                                                                      | Peak chart positions |
| Title           | Details                                                                                      | US                   |
| --------------- | -------------------------------------------------------------------------------------------- | -------------------- |
| Nothing Happens | - Ngày phát hành: 22 tháng 3 năm 2019 - Hãng: Atlantic - Định dạng: Tải về, CD, Cassette, LP | 75                   |

### Đĩa mở rộng
| Title  | Details                                                                                          |
| ------ | ------------------------------------------------------------------------------------------------ |
| Spring | - Ngày phát hành: 6 tháng 4 năm 2018 (Mỹ) - Hãng: Atlantic - Định dạng: Tải về, LP, CD, đĩa than |

### Đĩa đơn
| Tên                                                            | Năm  | Vị trí cao nhất trên bảng xếp hạng | Vị trí cao nhất trên bảng xếp hạng | Vị trí cao nhất trên bảng xếp hạng | Vị trí cao nhất trên bảng xếp hạng | Vị trí cao nhất trên bảng xếp hạng | Album                    |
| Tên                                                            | Năm  | US Bub.                            | US Alt.                            | US Rock                            | IRE                                | UK                                 | Album                    |
| -------------------------------------------------------------- | ---- | ---------------------------------- | ---------------------------------- | ---------------------------------- | ---------------------------------- | ---------------------------------- | ------------------------ |
| "Pleaser"                                                      | 2017 | —                                  | —                                  | —                                  | —                                  | —                                  | Single không trong album |
| "Sun Tan"                                                      | 2017 | —                                  | —                                  | —                                  | —                                  | —                                  | Single không trong album |
| "Uncomfortable"                                                | 2017 | —                                  | —                                  | —                                  | —                                  | —                                  | Single không trong album |
| "Pulling Leaves Off Trees"                                     | 2017 | —                                  | —                                  | —                                  | —                                  | —                                  | Single không trong album |
| "Pictures of Girls"                                            | 2018 | —                                  | 39                                 | —                                  | —                                  | —                                  | Spring EP                |
| "These Days"                                                   | 2018 | —                                  | —                                  | —                                  | —                                  | —                                  | Spring EP                |
| "Underneath the Streetlights in the Winter Outside Your House" | 2018 | —                                  | —                                  | —                                  | —                                  | —                                  | Single không trong album |
| "1980s Horror Film II"                                         | 2018 | —                                  | —                                  | —                                  | —                                  | —                                  | Single không trong album |
| "Drunk on Halloween"                                           | 2018 | —                                  | —                                  | —                                  | —                                  | —                                  | Single không trong album |
| "Are You Bored Yet?" (featuring Clairo)                        | 2019 | 23                                 | 28                                 | 8                                  | 73                                 | 82                                 | Nothing Happens          |
| "Scrawny"                                                      | 2019 | —                                  | —                                  | —                                  | —                                  | —                                  | Nothing Happens          |
| "Sidelines"                                                    | 2019 | —                                  | —                                  | —                                  | —                                  | —                                  | Nothing Happens          |
| "Trust Fall" / "Just Like a Movie"                             | 2019 | —                                  | —                                  | —                                  | —                                  | —                                  | Single không trong album |
| "OK"                                                           | 2020 | —                                  | —                                  | 28                                 | —                                  | —                                  | TBA                      |

Ghi chú:
1. ↑  "OK" không lọt vào bảng xếp hạng Alternative Songs, nhưng đứng thứ 24 trên bảng xếp hạng Doanh thu Kỹ thuật số Alternative.[10]